# ŠK 1923 Gabčíkovo
ŠK 1923 Gabčíkovo là một câu lạc bộ bóng đá Slovakia đến từ Gabčíkovo. Hiện tại đội bóng thi đấu ở 3. liga (cấp độ 3 trong hệ thống bóng đá Slovakia). Câu lạc bộ được thành lập năm 2016, sau khi mua lại đăng kí của ŠK Senec.

## Sự tranh giành giữa thành phố Gabčíkovo và TJ OFC Gabčíkovo
Nhà tài trợ chính của ŠK 1923 Gabčíkovo là thành phố Gabčíkovo. Chủ tichj của TJ OFC Gabčíkovo - Győrgy Csőrgő trách thị trưởng của Gabčíkovo rằng ông đã dùng quyền lợi bất hợp pháp khi giúp đỡ tạo ra đội bóng ŠK 1923 Gabčíkovo, khi hợp nhất với ŠK Senec, cũng một vấn đề khác khi huy hiệu của ŠK 1923 Gabčíkovo sao chép lại thiết kế huy hiệu TJ OFC Gabčíkovo của Győrgy Csőrgő.